# Цвєтанська Євгенія Вадимівна
Євге́нія Вади́мівна Цвєта́нська (нар. 10 січня 1988, смт Межова, Україна) — українська журналістка.

## Життєпис
Євгенія Цвитанська народилася 10 січня 1988 року смт Межова Дніпропетровської області України.
Шлях в журналістику розпочався у дитячій школі преси і телебачення у Дніпропетровську (нині Дніпро).
Закінчила Київський національний університет культури і мистецтв. Після закінчення працювала в Одесі — ведучою новин та політичних проектів. Згодом повернулася до Києва та приєдналася до команди «Сніданку з 1+1».
Від 2013 — у редакції «Спецкору» та Телевізійній службі новин (ТСН). В АТО (нині ООС) працює з жовтня. Її репортажі з луганського напрямку є обов'язковою складовою щоденних новин.

### Цитати
|                                       | Коли я побачила дитячі малюнки у руках бійців, коли я побачила, як солдати тремтячими руками їх дістають і показують, я зрозуміла наскільки важлива їм наша присутність там. І вже з першого дня моєї роботи на сході стало ясно, що я буду їздити туди, тому що там все сприймається взагалі по-іншому, набагато гостріше. |
| — Євгенія Цвєтанська, Війна очима ТСН | |

## Доробок
- Співавтор книги «Війна очима ТСН» (2014)[1].

## Нагороди
- медаль «За сприяння Збройним Силам України» (15 січня 2018 року) — за значний особистий внесок у справу розвитку Збройних Сил України[2]